# Сірасава Хісанорі
Хісанорі Сірасава (яп. 白澤 久則, нар. 13 грудня 1964, Кобе) — японський футболіст, що грав на позиції півзахисника.
Виступав за клуби «Кіото Санга» та «Янмар Дизель», а також національну збірну Японії.

## Клубна кар'єра
У дорослому футболі дебютував 1983 року виступами за команду «Янмар Дизель». Відіграв за команду з Осаки наступні дев'ять сезонів своєї ігрової кар'єри.
Завершив професійну ігрову кар'єру у клубі «Кіото Санга», за команду якого виступав протягом 1993 року.

## Виступи за збірну
1988 року він був обраний до заявки національної збірної Японії на кубок Азії 1988 року у Катарі, де зіграв три з чотирьох матчів. Слід зазначити, однак, що Федерація футболу Японії не визнає матчів цього турніру, оскільки вважає, що їх грала друга збірна.